# Psonic Psunspot
Psonic Psunspot — второй альбом английской рок-группы The Dukes of Stratosphear, выпущенный в 1987 году. Также считается десятым студийным альбомом британской рок-группы XTC и является продолжением альбома 25 O’Clock (1985). Позднее песни альбома были включены в сборник Chips from the Chocolate Fireball.
В 2002 году сайт Pitchfork поместил альбом на 66-е место в своём списке «100 лучших альбомов 1980-х», назвав песни «сюрреалистической рок-оперой, полной туманного, галлюциногенного чуда».

## Музыка
Некоторые из его треков были отвергнутыми песнями XTC («Shiny Cage», «Little Lighthouse» и «You’re My Drug»). Как и предыдущий альбом 25 O’Clock, этот альбом вдохновлен психоделией 1960-х годов.

## Отзывы
| Оценки критиков                   | Оценки критиков |
| Источник                          | Оценка          |
| --------------------------------- | --------------- |
| AllMusic                          | [ 5 ]           |
| Robert Christgau                  | B+              |
| The Encyclopedia of Popular Music | [ 7 ]           |
| Pitchfork                         | 8.4/10          |
| Q                                 | [ 9 ]           |

Альбом получил положительные отзывы музыкальной критики и интернет-изданий.
Стивен Томас Эрлевайн из AllMusic отметил, что «Все, кто слышал мини-альбом Dukes of Stratosphear 1985 года 25 O’Clock, хотели большего, поэтому полноформатное продолжение Psonic Psunspot было тепло встречено после выхода в 1987 году. Как и большинство сиквелов, Psonic Psunspot немного меркнет по сравнению со своим предшественником, и не только потому, что лонгплею не хватает неожиданности мини-альбома. Psonic Psunspot звучит иначе: треки не такие витиеватые, и песни не обязательно основаны на конкретных синглах или исполнителях 60-х, как на мини-альбоме. Всё это создаёт ощущение, будто Psonic Psunspot слегка психоделизированный поп-альбом XTC, так и не дошедший до уровня 25 O’Clock. Но всё это относительно, потому что по сравнению с поп-музыкой 1987 года, даже с отголосками пейслийского андеграунда, этот альбом довольно психоделический — и, если уж на то пошло, довольно попсовый. Есть исключения из правила аллюзий: „Pale and Precious“ — это откровенная мозаика Beach Boys; „Have You Seen Jackie“ — ещё один привет Сиду Барретту; А „Vanishing Girl“ Колина Молдинга, пожалуй, лучшая песня в этом списке, отсылает к группе Hollies. Но альбом воспринимается не столько как дань уважения, сколько как хвалебная речь XTC, делающая ставку на поп-музыку, выдавая такие блестящие жемчужины, как „Little Lighthouse“, „Collideascope“ и „Brainiac’s Daughter“ (хотя сингл и выделяющийся „You’re a Good Man Albert Brown [Curse You Red Barrel]“ — это, несомненно, мюзик-холл, соответствующий концепции 60-х). И всякий раз, когда XTC играют на поп-музыке, результат, как правило, оказывается довольно сложным, и это как раз тот случай — возможно, он не такой эпохальный, как 25 O’Clock, но всё равно отличный компаньон».

## Список композиций
Музыка и слова всех песен созданы Andy Partridge, кроме указанных.
| №  | Название                                                | Автор(ы)       | Длительность |
| -- | ------------------------------------------------------- | -------------- | ------------ |
| 1. | «Vanishing Girl»                                        | Colin Moulding | 2:45         |
| 2. | «Have You Seen Jackie?»                                 |                | 3:21         |
| 3. | «Little Lighthouse»                                     |                | 4:31         |
| 4. | «You're a Good Man Albert Brown (Curse You Red Barrel)» |                | 3:39         |
| 5. | «Collideascope»                                         |                | 3:22         |

| №  | Название              | Автор(ы) | Длительность |
| -- | --------------------- | -------- | ------------ |
| 1. | «You're My Drug»      |          | 3:20         |
| 2. | «Shiny Cage»          | Moulding | 3:17         |
| 3. | «Brainiac's Daughter» |          | 4:04         |
| 4. | «The Affiliated»      | Moulding | 2:31         |
| 5. | «Pale and Precious»   |          | 4:54         |

| №   | Название                               | Автор(ы) | Длительность |
| --- | -------------------------------------- | -------- | ------------ |
| 11. | «No One at Home (Vanishing Girl Demo)» | Moulding | 2:51         |
| 12. | «Little Lighthouse (Demo)»             |          | 5:19         |
| 13. | «Collideascope (Demo)»                 |          | 3:05         |
| 14. | «Shiny Cage (Demo)»                    | Moulding | 3:13         |
| 15. | «Brainiacs Daughter (Demo)»            |          | 1:49         |
| 16. | «The Affiliated (Demo)»                | Moulding | 2:30         |